# Koenigsegg
Koenigsegg Automotive AB (phát âm tiếng Thụy Điển: [ˈkøːnɪgsɛg] ⓘ, tiếng Anh: /ˈkʌnɪɡsɛɡ/) là một nhà máy ở Thụy Điển chuyên sản xuất các loại xe hơi thể thao cao cấp có trụ sở tại Ängelholm, và là công ty đã thông báo mua lại Saab Automobile từ General Motors.

## Công ty

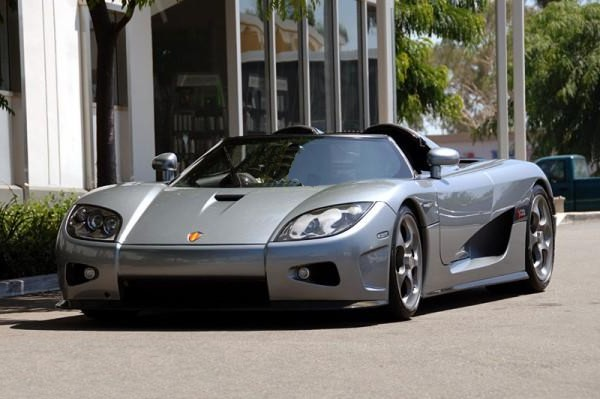
Koenigsegg CCX

Công ty được thành lập năm 1994 tại Thụy Điển bởi Christian von Koenigsegg, với mục đích sản xuất siêu xe thuộc đẳng cấp thế giới. Mất rất nhiều năm phát triển miệt mài với các mẫu xe thử cuối cùng Koenigsegg Automotive AB cũng đã cho ra đời chiếc xe chạy trên đường phố vào năm 2002 và được chuyển đến ngay cho các khách hàng đã đặt trước.
Chủ doanh nghiệp và nhà thiết kế Na Uy Bård Eker mua 45 phần trăm cổ phần của công ty vào cuối năm 2005, và hiện tại là chủ sở hữu lớn nhất với 49%. Christian von Koenigsegg sở hữu 18%, và sàn chứng khoán được nắm giữ bởi 90 nhà đầu tư nhỏ.
Các mẫu xe hơi của Koenigsegg luôn gây được sự chú ý bởi những thiết kế chi tiết và sắc sảo cũng như vật liệu chế tạo.
Năm 2006 Koenigsegg đạt được một sự kiện quan trọng, sản xuất dòng xe CCX. Koenigsegg CCX là chiếc xe hợp lệ để chạy trên đường công cộng ở phần lớn các quốc gia, bao gồm cả Hoa Kỳ, và động cơ của xe được thiết kế cho tương ứng. Hai tiêu chuẩn này làm cho Koenigsegg trở thành một nhà máy sản xuất siêu xe cỡ nhỏ. Chỉ có một nhà máy cỡ nhỏ khác sản xuất siêu xe khác có thể kể đến là Bugatti; các nhà máy sản xuất siêu xe hạng sang khác như Lamborghini và Ferrari thì có quy mô lớn hơn.
Ngoài việc phát triển và kinh doanh dòng siêu xe Koenigsegg, công ty cũng tham gia vào chiến dịch phát triển "công nghệ xanh". Koenigsegg sản xuất siêu xe CCXR - "Flower Power" dùng flexfuel là một ví dụ.
Vào tháng 3 năm 2009 siêu xe Koenigsegg CCXR đã được tạp chí Forbes chọn làm một trong mười chiếc xe đẹp nhất trong lịch sử.

### Mua lại Saab
Vào ngày 11 tháng 6 năm 2009, theo báo cáo thì Koenigsegg và một nhóm nhà đầu tư Na Uy đã ký hợp đồng với Saab để mua lại nhãn hiệu từ General Motors. Vào ngày 16 tháng 6 General Motors đã khẳng định rằng họ đã chọn Koenigsegg là người mua lại Saab Automobile. Cuộc mua bán kết thúc vào tháng Chín.

## Kỷ lục

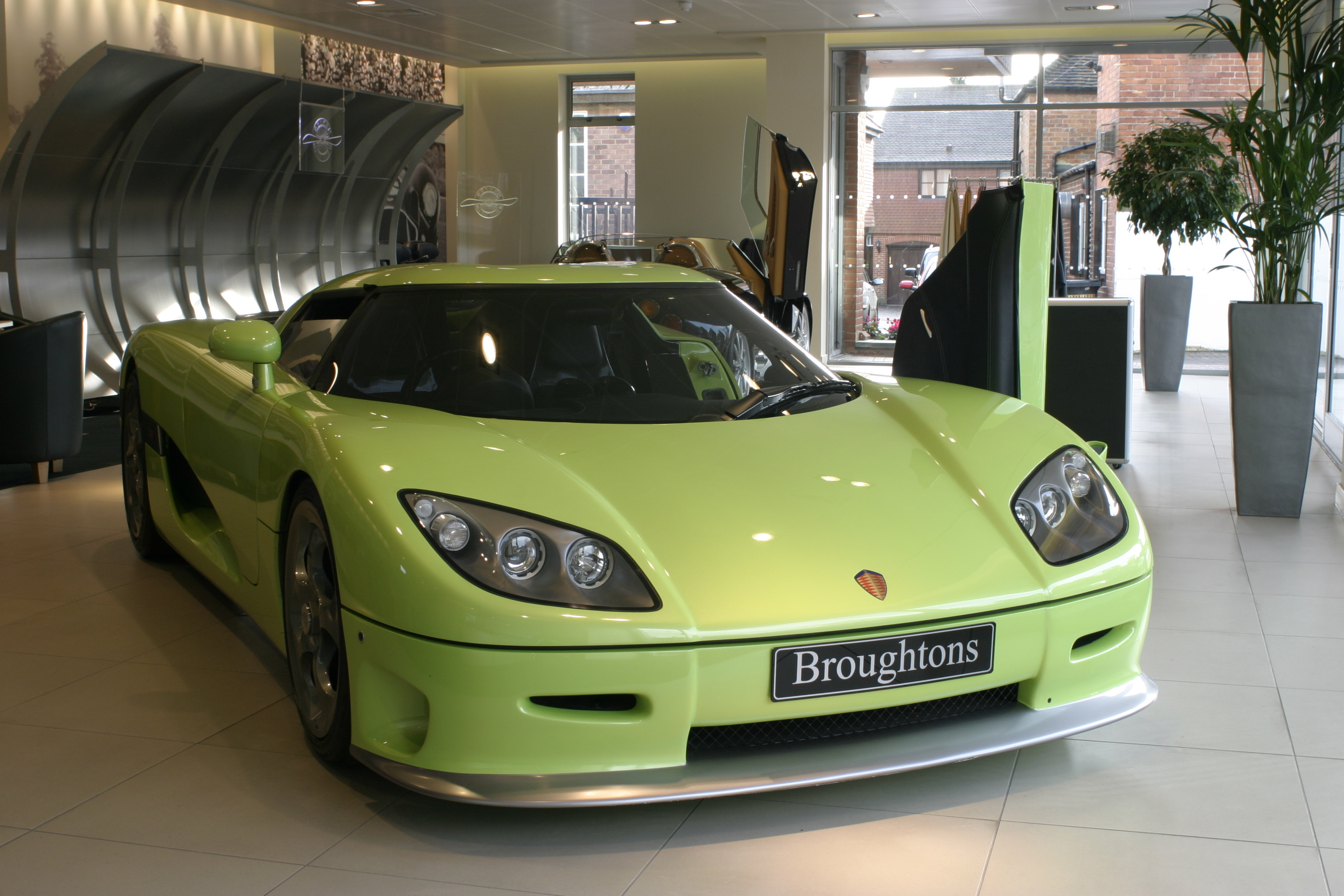
Koenigsegg CCR ở Broughtons, Berkshire, UK

Vào ngày 28 tháng 2 năm 2005, 12:08 giờ địa phương tại Nardò, Italy, siêu xe CCR đã phá kỷ lục Guinness cho chiếc xe nhanh nhất được công nhận, đạt tốc độ 388,87 km/h (241,63 mph), phá kỷ lục trước đó của McLaren F1. Kỷ lục được giữ cho đến tháng 9 năm 2005 khi chiếc xe Bugatti Veyron phá kỷ lục với tốc độ 407,5 km/h (253,2 mph), được chứng minh bởi Car and Driver và BBC Top Gear. Tuy vậy, kỷ lục của Bugatti được thử trên đường của Volkswagen tại Ehra-Lessien, dài 9 km (5,6 mi). Kể từ khi Nardò Ring ra đường chạy thử dạng vòng dài 12,5 km (7,8 mi), kỷ lục không được so sánh cho đến khi Bugatti chạy thử Veyron trên Nardò hoặc cho phép Koenigsegg chạy trên Ehra-Lessien.
Khi đánh giá CCX, chương trình truyền hình BBC Top Gear thông báo rằng Koenigsegg CCR giữ tốc độ cao nhất ở Mỹ, khoảng 242 mph (389 km/h) trong vùng 75 mph (121 km/h) 

## Các dòng xe (1998-hiện tại)
Cho mẫu xe hiện thời, xem: Koenigsegg CCX
Sau đây là các dòng xe Koenigsegg theo thời gian sản xuất.
- Koenigsegg CC (1998-2001)
- Koenigsegg CC8S (2002-2005)
- Koenigsegg CCR (2004-2006)
- Koenigsegg CCX (2006-hiện tại)
- Koenigsegg CCGT (2007)
- Koenigsegg CCXR (2007-hiện tại)
- Koenigsegg Agera R (2011-hiện tại)
- Koenigsegg One:1 Lưu trữ ngày 16 tháng 1 năm 2017 tại Wayback Machine (2014-hiện tại)
- Koenigsegg Regera) (2016-hiện tại)
- Koenigsegg Jesko (2019-hiện tại)
- Koenigsegg Gemera (2020-hiện tại).
- Koenigsegg Jesko Absolut (2019-hiện tại)
- Koenigsegg CC850

## Dẫn chứng
1. ↑  "Koenigsegg, Norwegian investors to buy Saab-Swedish TV | Markets | Markets News". Reuters. ngày 11 tháng 6 năm 2009. Truy cập ngày 16 tháng 6 năm 2009.
2. ↑  Elliott, Hannah (ngày 26 tháng 3 năm 2009). "World's Most Beautiful Cars". Forbes. Lưu trữ bản gốc ngày 24 tháng 5 năm 2012. Truy cập ngày 27 tháng 8 năm 2009.
3. ↑  "Koenigsegg Offers Saab Salvation". Forbes.com. Truy cập ngày 16 tháng 6 năm 2009.
4. ↑  "Guinness World Records certificate" (PDF). Bản gốc (PDF) lưu trữ ngày 3 tháng 1 năm 2010. Truy cập ngày 31 tháng 12 năm 2007.
5. ↑  "Koenigsegg CCR's speeding ticket". myluxury.info. ngày 29 tháng 4 năm 2007. Bản gốc lưu trữ ngày 22 tháng 3 năm 2012. Truy cập ngày 28 tháng 4 năm 2008.
6. ↑  Koenigsegg model line up